# Dariusz Szlachetko
Dariusz L. Szlachetko (* 1961 - )  é um botânico polonês; do Departamento de Taxonomia e Conservação da Natureza, da Universidade de Gdansk.
Só, ou em conjunto com Hanna B. Margońska, e ou Agnieszka Romowicz, até maio de 2008, esclareceu ou descreveu 2.525 novas espécies da família Orchidaceae.